# Бен (имя)
Бен (англ. Ben) — английское мужское личное имя, производное от нескольких полных имён.
Образовано сокращением от имён: 1) Бенджамин (англ. Benjamin) — происходит из древнееврейского имени в значении «сын десницы», «сын правой руки» (любимый сын), в русском языке Вениамин; 2) Бенедикт (англ. Benedict) — происходит из лат. benedictus в значении «благословенный», в русском языке Венедикт.
Также Бена и Беня могут быть сокращениями от Бенедикт, Бенедикта, а в последнем сокращении ещё и Рубентий.

## В литературе
В романе Дж. Ф. Купера «Пионеры» (1823) Бен Помпа является действующим героем. В изданном в 1861 году Дж. Элиотом романе «Сайлас Марнер» фигурирует персонаж Бен Уинтроп. Бен Ганн является героем романа «Остров сокровищ» (1883) писателя Р. Л. Стивенсона.